# Dmitri Yashin (cầu thủ bóng đá, sinh 1981)
Dmitri Vladimirovich Yashin (tiếng Nga: Дмитрий Владимирович Яшин; sinh ngày 27 tháng 10 năm 1981) là một cầu thủ bóng đá người Nga. Anh thi đấu cho F.K. Shinnik Yaroslavl.

## Sự nghiệp câu lạc bộ
Anh ra mắt chuyên nghiệp tại Russian Second Division năm 1999 cho F.K. Volga Ulyanovsk.